# Aalsters
Aalsters (Oilsjters) is het dialect gesproken in Aalst  in de Belgische provincie Oost-Vlaanderen. Het Aalsters behoort, net als bijvoorbeeld het Opwijks, het Asses en het Ternats, tot de groep van de Brabantse dialecten. Het Aalsters behoort tot het Zuid-Brabants, in het bijzonder tot het Kleinbrabants. Verder wordt Aalsters ook gerekend tot het Denderbrabants. Aalsters is een stadsdialect: in de omringende gemeenten (ook de deelgemeenten van de fusiegemeente Aalst) spreekt men  verwante, doch anders klinkende dialecten, die vooral in het westen meer naar het Oost-Vlaams dan naar het Brabants neigen. In het Aalsters maakt men voornamelijk het gebruik van een mouillering van de medeklinkers. Een kenmerkend element van het Aalsters is de snelheid, dezelfde snelheid is vindbaar in het Kleinbrabants. 
Het Aalsters wordt in het CVO Pro - Aalst (Centrum voor Volwassenenonderwijs) onderwezen middels een module van 12 lessen, die elk jaar in de herfst start. De module voor het 2de jaar start in de lente. De les wordt onderwezen door Jan Louies die tevens de Oilsjtersen Diksjoneir schreef. Naast het woordenboek verschijnt hij in enkele Carnavalsliedjes en heeft een vertaling gemaakt van De Kleine Prins en van Peter Rabbit (Pieken Konoin) in het Aalsters.
In 2018 brachten 1961 Aalstenaars hun stem uit om het mooiste woord in het Aalst kiezen. Het woord rezzekes won.
De top 10:
1. Rezzekes: 440 stemmen – Eventjes.
2. Schiefrechtoever: 273 stemmen – Schuinover.
3. Flieramois: 258 stemmen – Vleermuis.
4. Appandisitslasjen: 225 stemmen – Bepaald soort pantoffels die men meeneemt bij hospitalisatie.
5. Zingelbintjen: 224 stemmen – Elleboogbeentje.
6. Iekenissen: 171 stemmen – Lies.
7. Bredden: 149 stemmen – Buik, bierbuik.
8. Konker: 128 stemmen – Gemetselde boogvormige (spoorweg)tunnel.
9. Kadoensjt: 57 stemmen – Acrobatie, koprol.
10. Erreet: 36 stemmen – Opnieuw.

Rezzekes is vergelijkbaar met het Nederlandse woord reizekens en heeft dezelfde betekenis (eventjes).

## Voorbeelden
| Aalsters  | Nederlands |
| --------- | ---------- |
| Oilsjters | Aalsters   |
| Aup       | Aap        |
| Ajoin     | Ajuin      |
| Benalijk  | Akelig     |
| Eiremoei  | Armoede    |
| Polink    | Aal        |
| As        | Als        |
| Oilsjt    | Aalst      |

### Onze-Vader in het Aalsters
Den Onze Vooir
Onze Vooir, Die in den Eimele zet,
g’oilegd is Annen Naum.
A Roik komme,
Anne Wil gebeird op eerd' as in ‘n Eimel.
Geift ons eiden, ons daugeleks broeid
en veronschoeildjigt ons ons schoeilj’n
gelek me weir z’oeik vergeiven on ons misdoenjers.
En bringt ons ni in temtausje
mor oltj 't kood van ons weg.
Amen.